# Crooked Teeth
 (février 2020).
Si vous disposez d'ouvrages ou d'articles de référence ou si vous connaissez des sites web de qualité traitant du thème abordé ici, merci de compléter l'article en donnant les références utiles à sa vérifiabilité et en les liant à la section « Notes et références ».
Albums de Papa Roach
F.E.A.R.
(2015) Who Do You Trust?
(2019)
Singles
1. Crooked Teeth
Sortie : 1er novembre 2016
2. Help
Sortie : 17 février 2017
3. Periscope
Sortie : 31 mars 2017
4. American Dreams
Sortie : 21 avril 2017

Crooked Teeth est le neuvième album studio du groupe américain de nu metal Papa Roach, sorti le 19 mai 2017 sur le label Eleven Seven Music.

## Liste des chansons
| No  | Titre                                         | Durée |
| --- | --------------------------------------------- | ----- |
| 1.  | Break the Fall                                | 3:10  |
| 2.  | Crooked Teeth                                 | 3:03  |
| 3.  | My Medication                                 | 3:15  |
| 4.  | Born for Greatness                            | 3:47  |
| 5.  | American Dreams                               | 3:23  |
| 6.  | Periscope (avec Skylar Grey)                  | 3:36  |
| 7.  | Help                                          | 3:34  |
| 8.  | Sunrise Trailer Park (avec Machine Gun Kelly) | 3:47  |
| 9.  | Traumatic                                     | 2:48  |
| 10. | None of the Above                             | 3:30  |